# 小野寺悠貴
小野寺悠貴（日语：／ Onodera Yūki，1981年4月14日—）是一名日本男性聲優，山形縣酒田市出身，Kenyu Office準所屬。

## 人物
talk back出身。
興趣是健身塑形、重量訓練。特技是徒手壓碎蘋果。方言是庄內方言。

## 演出作品
※粗體字為主要角色。

### 電視動畫
2020年
- 決鬥大師 KING（King Manifest、我怒之鎖 Panther Bear、壓破之鎖 、新時代的福音）
- 黃金神威 第3期（斯琴卡要員、士兵、秘密警察）

2021年
- 慕留人-火影忍者新世代-（水之國的人）
- Dr.STONE 新石紀 STONE WARS（大男）
- CESTVS -羅馬拳鬥士-（肯德爾）
- 決鬥大師 KING!（阿修羅蜈蚣 <Death Shiraz.Star>、Manifest <Marco.Star>、腐聖 布拉多‐2、邪惡的面具 Namu Deadman、靈寶 ‐4、終末縫合王 米卡德雷歐、神帝）
- 死神少爺與黑女僕（執事C）

2022年
- 幻想三國誌 -天元靈心記-
- 契約之吻（蜂須賀正隆）
- 在地下城尋求邂逅是否搞錯了什麼IV 新章 迷宮篇（多魯木爾的同伴）
- 王者天下 第4期（呂不韋〈青年時代〉）
- 鏈鋸人（接待議員）
- 我的英雄學院 第6期（英雄、Mr.壓縮的父親）

2023年
- 我的英雄學院 第6期（裘格斯、塔爾塔羅斯職員）
- 進擊的巨人 The Final Season（整備士長、艾爾迪亞人）
- 黃金神威 第4期（俄羅斯兵）
- 寶可夢 地平線（昂尼斯[4]）
- 泡泡糖忍戰（泰迪熊幫）
- 香格里拉·開拓異境～糞作獵手挑戰神作～（男玩家A）

2024年
- 通靈王FLOWERS（哈斯爾潘奇）
- 新幹線變形機器人：變革世代（茜的父親）
- 從Lv2開始開外掛的前勇者候補過著悠哉異世界生活（店主）
- 我的英雄學院 第7期（醫生）
- 殺手寓言（福德}）
- 為何我的世界被遺忘了？（四手惡魔）
- 烏鴉不擇主（猿）
- SHY靦腆英雄 東京奪還篇
- 轉生貴族憑鑑定技能扭轉人生～繼承弱小領土後，招募優秀人才打造最強領土～ 第2期（文斯）

2025年
- 最弱技能《果實大師》 ～關於能無限食用技能果實（吃了就會死）這件事～（艾利克）
- 異修羅 第2期（光摘哈爾特爾）
- S級怪獸《貝希摩斯》被誤認成小貓，成為精靈女孩的騎士（寵物）一起生活（彌諾陶洛斯）
- SAKAMOTO DAYS 坂本日常（部下）
- 機動戰士Gundam GQuuuuuuX
- 正義使者 -我的英雄學院之非法英雄-（短髮男、監督）

### 劇場版動畫
2021年
- 龍與雀斑公主

### 網路動畫
2023年
- 爆丸Legends（ハノージ）
- PLUTO ～冥王～（機器人警備員、幹部）

2024年
- 憤怒火暴猴的觀察日記（戴魯比）

### 遊戲
2018年
- 異塵餘生76

2019年
- 湯姆克蘭西：全境封鎖2
- 機動都市X
- 失落的方舟
- 決鬥大師PLAY'S（暗黒王デス・フェニックス、太陽王ソウル・フェニックス）

2020年
- 戰車世界
- 決勝時刻：黑色行動冷戰
- 宮廷計（傅安清、周瑜）

2022年
- 熱血硬派國夫君外傳 熱血少女2

2023年
- 歧路旅人II
- 蔚藍色法則[5]
- 怪物彈珠（阿爾德巴蘭[6]）

2024年
- 鋼彈創壞者4（グスタフ）

2025年
- 機動戰士鋼彈 U.C. ENGAGE（[7]）

## 外部連結
- 小野寺悠貴：Onodera Yuki｜株式会社ケンユウオフィス
- 小野寺悠貴的X（前Twitter）